# Mestre-sala
Mestre-sala ou Mestre de sala foi um dos chamados Grandes Cargos assim como um dos chamados "Oficiais da cana" da Casa real, e designa assim uma das principais funções aristocráticas que existiram no Reino de Portugal e nos restantes reinos europeus, vinculada à supervisão das cerimónias dos governos em monarquia.
Era ele que dirigia o cerimonial das recepções e dos banquetes do Paço Real assim como noutros actos solenes.
Embora fosse o "chefe de todos os serviços", não recebia qualquer vencimento monetário e estava sob as ordens do Mordomo-mor. Na verdade o que existia era uma estreita colaboração entre eles, pois ambas as funções se completavam. De facto, nomeadamente, quando existiam os ditos jantares de gala, era necessário que aquela repartição de mordomia enviasse ao Mestre-sala a lista das pessoas convidadas, para que fossem elaboradas as plantas de mesa dos jantares, onde eram dispostos os convivas segundo as suas precedências.
Na sessão da abertura das cortes, além de fazer parte do cortejo que conduzia o soberano, juntamente com o Porteiro-mor e o Vedor da Casa Real, à sala onde se ia realizar o Acto Solene, competia-lhe igualmente ordenar a procissão do cortejo e indicar a cada pessoa o lugar que lhe compete nela. De igual forma, tinha a mesma incumbência nas festividades religiosas onde o rei participava públicamente.
A par do Capitão da Guarda Real, era igualmente o responsável pela recepção dos embaixadores. Estes estrangeiros eram esperados pelos dois oficiais à entrada do Paço e conduzidos até à sala de espera onde estaria o Ministro dos Negócios Estrangeiros, que os levaria à presença do soberano e de toda a Corte, na Sala do Trono, acompanhando-os, no fim da cerimónia, até aos seus coches.
Era então um cargo que exigia muita delicadeza pois lidava com questões bastante sensíveis, em particular a etiqueta, o protocolo e precedências, que por vezes suscitavam bastantes controvérsias e querelas, nomeadamente entre os diversos membros da aristocracia.
Corresponderia hoje ao lugar protocolar de Chefe do Protocolo, um mestre-de-cerimónias, quando o Estado é republicano, ao serviço da Casa da Presidência da República mais o do Corpo diplomático do país correspondente.

## História
Recuando no tempo, percebemos que podemos encontrar a sua actividade no senescal e que eram vários os reis que designavam, para esse cargo, um nobre, da sua máxima e especial confiança, e que geralmente continuava nas gerações seguintes, para ocupar permanentemente e vitaliciamente essa função que tinha como principal o de organizar os encontros reais mais importantes assim como o de conduzir e manter a disciplina em todas as cerimónias importantes do reino.
Este ofício sofreu uma evolução ao longo dos tempos, remontando pelo menos ao reinado de D. João I de Portugal, durante o qual era responsável pelo serviço de mesa e pelo bom ordenamento da assistência durante as cerimónias das refeições públicas reais. Paulatinamente, foi desempenhando funções a nível de protocolo e etiqueta, sobretudo a partir da Dinastia de Bragança. A 23 de Dezembro de 1640 era publicada uma adição ao regimento de Mestre sala, que regulava as funções deste oficial no cerimonial das refeições públicas do
Monarca, nomeadamente zelar pelo comportamento dos convivas.
Descreve António de Oliveira Freire, em 1755, o "Mestre de sala conduz nos coches delRey os Embaixadores, e dá ordem às ceremonias, e cortezias, que devem observar". E acrescenta "Assiste em pé no meio da sala das audiencias, quando ElRey a dá, repreende e castiga os meninos Fidalgos quando acha que o merecem, detém outras muitas preeminencias na Casa Real". Entre elas refere Bautista de Castro que, nas grandes festas, o mestre-sala entrava à frente dos criados que vinham servir "as iguarias", pois tinha o mais
importante cargo neste tema da “mesa”, e o mesmo acontecia na cerimónia de lava-pés, na Quinta-feira Santa, na Casa Real Portuguesa.
Em Portugal a família Almada, obteve-o durante seis gerações, de pai para filho, a começar com Lourenço de Almada no final do séc. XVII até acabar no 3.º conde de Almada no século XIX. Mas, mesmo nessa época esse cargo e título, como oficial no reino de Portugal, continuou a subsistir e muito antes já ele existia. Dos quais Egas Coelho e Diogo Álvares Pais que foram mestre sala de D. João I e Luís Álvares Pais, senhor da terra de Teixeira no concelho do Porto, no tempo de El-Rei D. Afonso V de Portugal, é apenas um exemplo.

## Alemanha
Na corte alemã, já em finais do século XIX, este era um posto honorário e que era desempenhado por um oficial prussiano.

## Brasil imperial
O Mestre-sala no Brasil, em tudo igual ao Reino de Portugal, era o responsável pela ordem nas cerimónias da corte e era também ele que conduzia os membros do corpo diplomático na sala de recepção.

## Espanha
Em Espanha, o cargo teria surgido nos finais da Idade Média, com Henrique III de Castela, substituindo o "oficial de escudilla". No entanto, o Mestre sala tinha funções mais amplas, ficando encarregue por tudo o que dizia respeito à mesa do Rei. Ao tempo de Filipe II de Espanha, era também o incumbido pela ordem na sala do palácio destinada às audiências régias. Não era, no entanto, o responsável pelo protocolo.

## França
Em França, no reinado de Luís XIV, designado "grão-mestre de cerimónias", era o responsável pela direcção do protocolo. Estava presente nas audiências dadas pelo Rei, mas teria tido algum papel no que respeita à criação dos próprios rituais, sobretudo a partir de 1682, quando o monarca fixou residência permanente no palácio. Aí foi o encarregado das relações entre as diferentes instituições monárquicas e as recepções.
Com Napoleão Bonaparte, foi um dos poucos cargos que subsistiu, com as mesmas atribuições, tendo o seu uniforme assumido a cor violeta. Durante o reinado de Napoleão III, este cargo continuou a existir.

## Inglaterra
Em Inglaterra, entre outras funções, o Mestre-de-cerimónias deveria prestar visita no aniversário dos soberanos europeus ao embaixador em Londres do respectivo país.

## Império Austro-húngaro
Também a Corte Imperial Austro-húngara tinha este seu mestre-de-cerimónias.

## Lista de Mestres de Sala de Portugal
- Egas Coelho
- Diogo Álvares Pais (1415)
- Luís Álvares Pais
- Gonçalo Vaz de Melo
- Febo Moniz de Lusignan (1498)
- D. Jorge de Melo, o Bochechas (1507 - 1508)
- Álvaro de Abranches (1514)
- Henrique de Melo (1517)[19]
- Cristóvão de Melo (1525-1530)
- D. João Soares de Alarcão[20]
- D. João Soares de Alarcão e Melo[21][22]
- D. Tomé de Sousa, senhor de Gouveia (1643)
- D. Afonso de Meneses (1646)
- D. Lucas de Portugal
- D. Marcos de Noronha (1685)[23]
- D. Lourenço de Almada, 9.º conde de Avranches
- D. Luís José de Almada
- D. Lourenço de Almada, 9º senhor de Pombalinho
- D. Antão de Almada, 12.º conde de Avranches
- D. Lourenço José Boaventura de Almada, 1º conde de Almada
- D- Antão José Maria de Almada, 2º conde de Almada
- D. Lourenço José Maria Boaventura de Almada Cirne Peixoto, 3º conde de Almada
- D. António de Saldanha Oliveira Zuzarte Figueira e Sousa, 4º conde de Rio Maior[24]
- D. Vitório de Sousa Coutinho, Conde de Linhares
- D. Luís Henriques de Faria Pereira Saldanha e Lancastre, 3º conde de Alcáçovas[25](1886)[26]
- D. António de Carvalho e Melo Daun Albuquerque e Lorena, marquês de Pombal[25]
- D. José Luís Machado de Mendonça Eça Castro Vasconcelos de Castelo Branco, 2.º conde da Figueira[25]
- D. António de Vasconcelos e Sousa, 5º conde de Figueiró[25]